# Marie-Gabrielle de Savoie-Villafranca
Marie-Gabrielle de Savoie-Carignan (Paris, 18 septembre 1811 - Arsoli, 10 septembre 1837) a est une princesse franco-italienne.

## Biographie
Marie-Gabrielle est la fille du prince Joseph de Savoie-Villafranca, comte de Villafranca (membre de la maison de Savoie-Carignan, branche cadette de la maison royale de Savoie), et de son épouse, la noble française, Pauline-Antoinette de Quélen de Vauguyon. Marie-Gabrielle a un frère et une sœur :
- Marie (1814-1874) mariée en 1837 avec le prince Léopold de Bourbon-SIciles, comte de Syracuse.
- Eugène-Emmanuel (1816-1888) marié morganatiquement avec Félicite Crosio.

Pendant l'enfance de la fratrie, la famille réside à Paris. Le mariage des parents de la princesse étant considéré comme morganatique, la fratrie est élevée de la même façon que les enfants de la noblesse française. En 1825, Marie-Gabrielle et sa sœur sont envoyée étudier à Chambery dans les états du roi Charles-Félix de Sardaigne, cousin de son père. De son coté, son frère est envoyé au Collegio du Carmine, régi par la Compagnie des Jésuites à Turin. La fratrie deviendront orphelins de père le 16 octobre 1825 lorsque celui-ci est meurt à Paris.
Deux ans après, Marie-Gabrielle contracte un mariage avec le prince Vittorio-Emanuelle-Camillo Massimo. Ce prince romain est le fils de Camillo VIII Massimiliano Massimo (qui avait été nommé Premier prince de Arsoli par León XII en 1826), et de son épouse la princesse Marie-Christine de Saxe (1775-1837) fille du prince Xavier de Saxe et de son épouse morganatique Chiara Spinucci.

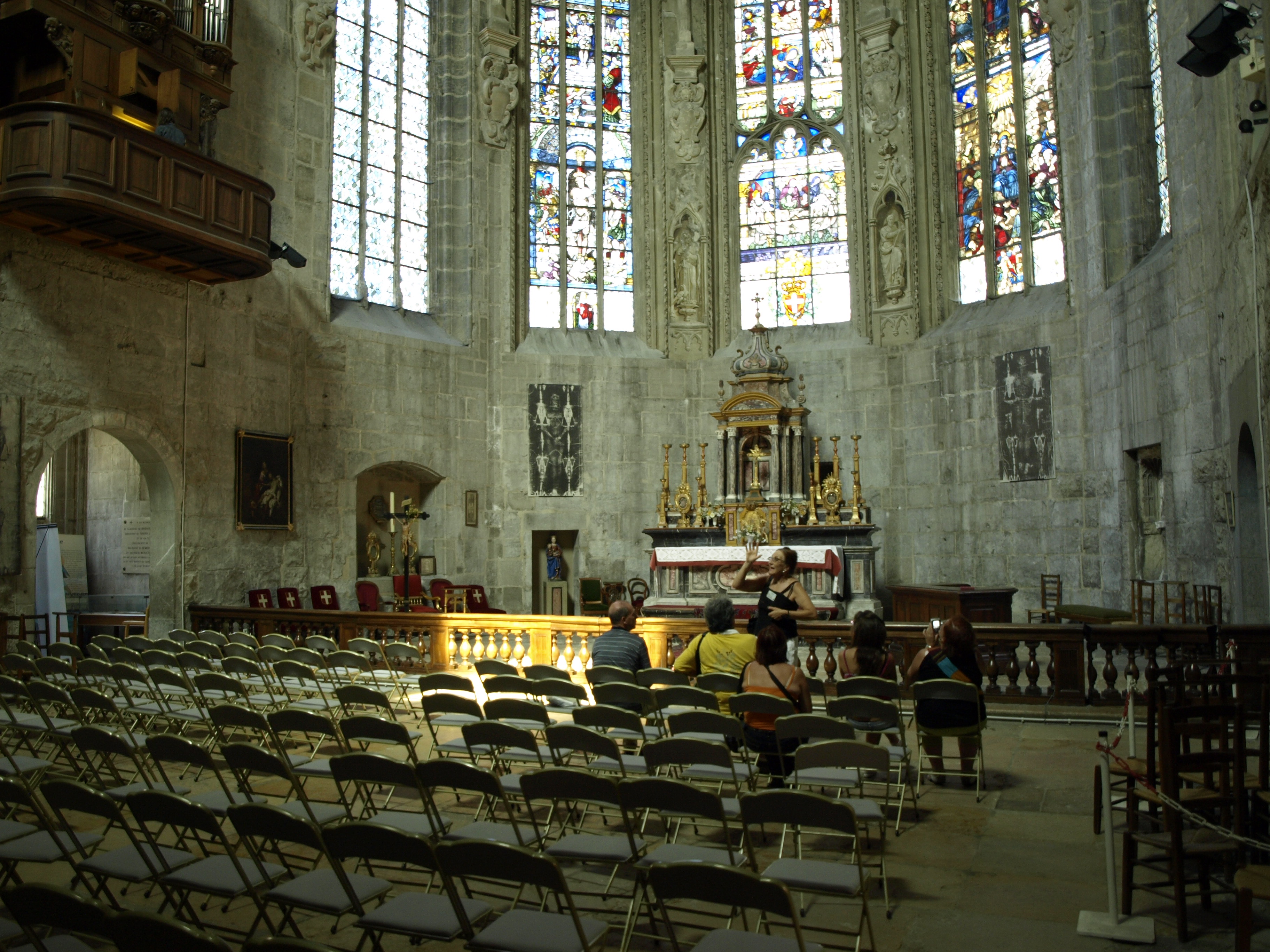
La chapelle du Château de Chambery où Marie-Gabrielle s’est marié le 11 octobre 1827.

Le mariage est célébré le 11 octobre 1827 dans la chapelle du Palais des ducs de Savoie à Chambery, où étudiait alors la princesse.
La mort du roi Charles-Félix de Sardaigne en avril 1831, fait monter sur le trône sarde, le prince Charles-Albert, jusqu'alors prince de Carignan. Ce dernier étant le cousin germain du père de la princesse. Ce règne seras plus favorable aux Savoie-Villafranca. En effet, dès le 28 avril 1834 la fratrie sont reconnus par le roi Charles-Albert de Sardaigne comme des princes de sang avec le traitement d'Altesse Sérénissime,.
De son mariage avec Vittorio-Emanuele-Camillo Massimo, naîtrons trois enfants:
- - Cristina Massimo (1829)
  - Maria Cristina Massimo (1830)
  - Camillo Massimo (1836-1921), IIIème Prince d’Arsoli

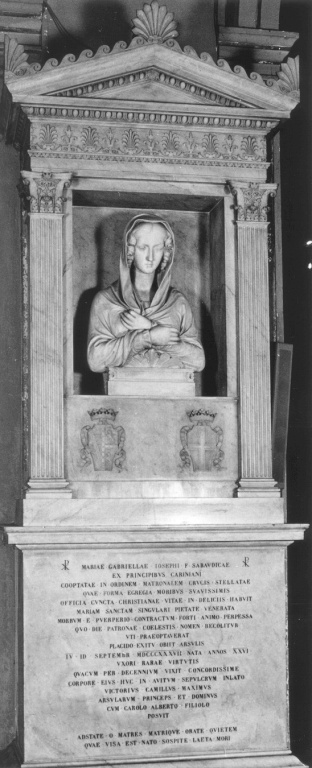
Monument funéraire de Marie-Gabrielle dans la Basilique San-Lorenzo in Damaso.

Marie-Gabrielle meurt dans son château de Arsoli à proximité de Rome le 4 septembre 1837. Elle a été inhumée dans la chapelle des Massimo situéé dans la Basilique San-Lorenzo in Damaso.
Son veuf contracterait un nouveau mariage avec Giacinta della Porte Rodiani en 1842.

## Titulature et distinctions

### Titulature
- 18 septembre 1811 - 11 octobre 1827 : Marie-Gabrielle de Savoie-Villafranca ;
- 11 octobre 1827 - 28 avril 1834 : Son Excellence la princesse Marie-Gabrielle Massimo ;
- 28 avril 1834 - 4 septembre 1837 : Son Altesse Sérénissime la princesse Marie-Gabrielle de Savoie-Carignan, princesse Massimo.

### Distinctions
Empire d'Autriche
- Dame de l’ordre de la Croix étoilée (1836)